# Francis Towne

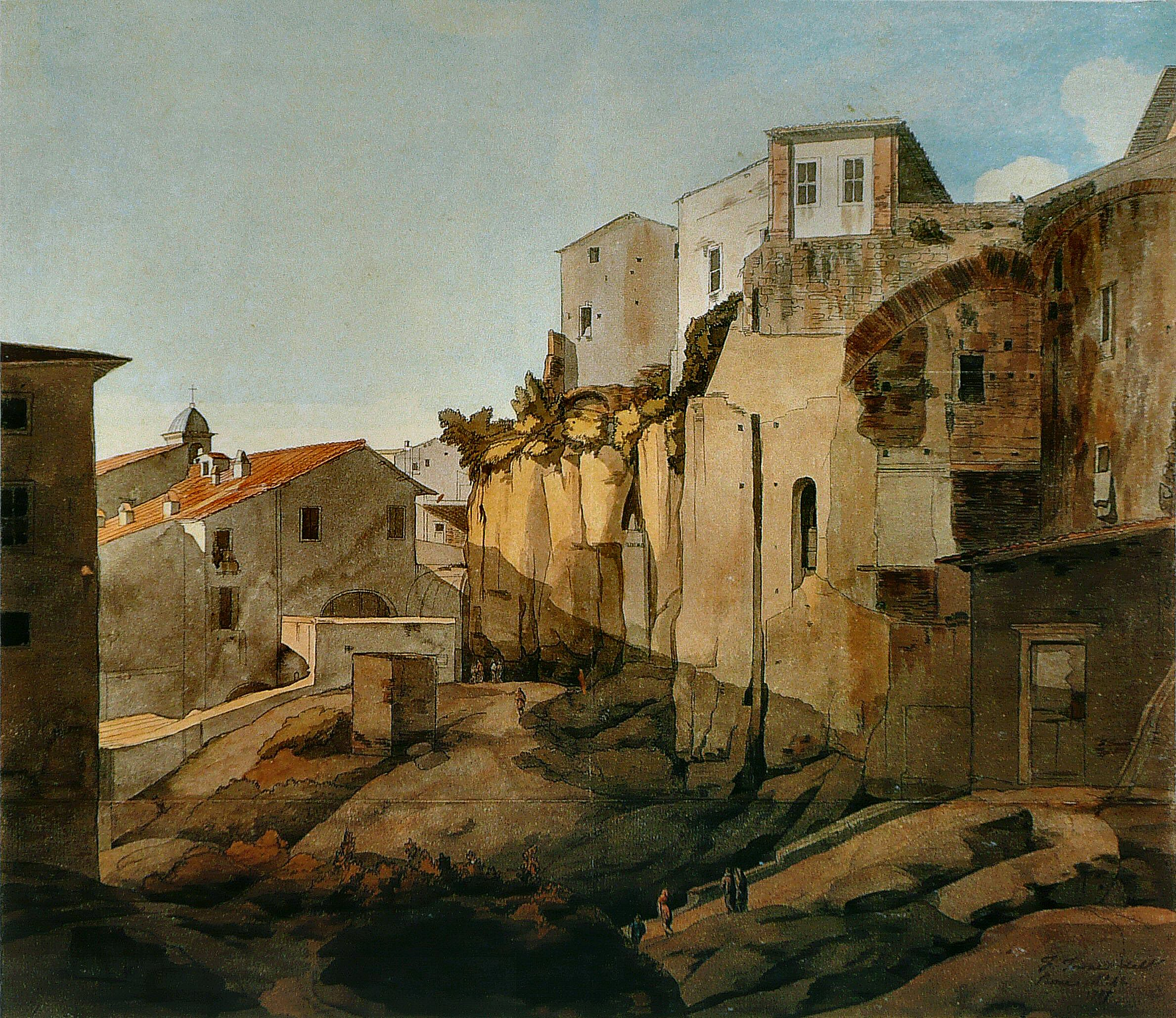
Der Tarpejische Fels, Rom, 1780

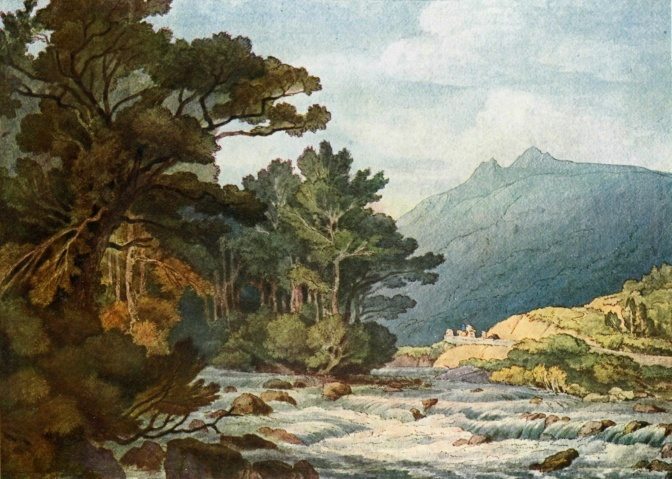
Am Dart

Francis Towne (* 1739 oder 1740 in London; † 17. Juli 1816 ebenda) war ein englischer Landschaftsmaler.

## Leben und Wirken
Francis Towne wurde 1739 oder 1740 in Isleworth bei London geboren. Er kam 1752 bei einem Wagenmaler in die Lehre. 1759 bekam er seine erste Auszeichnung durch die Royal Society of Arts. 1762 stellte er drei Werke bei der zweiten Ausstellung der Society of Artists aus, deren Mitglied er 1772 wurde. Von 1775 bis 1788 stellte er gelegentlich in der Royal Academy of Arts Landschaftsaquarelle aus.
Francis Towne zog 1763 nach Exeter, wo er als Zeichenlehrer arbeitete und Aufträge annahm. 1777 unternahm er eine Reise nach Wales, dessen gebirgige Landschaft ihn anregte. 1780 unternahm er eine Reise nach Italien, wo er in Rom mit John Warwick Smith zusammentraf. Gemeinsam  zeichneten sie und malten Aquarelle von Rom und der Umgebung, bevor sie über die Schweiz 1781 nach England zurückkehrten. 1786 unternahm er eine weitere Reise in den Lake District.
1803 zog Francis Towne wieder nach London, wo er 1807 Jeanette Hilligsberg, eine 40 Jahre jüngere Tänzerin französischer Herstammung, heiratete. Doch seine junge Frau starb im Jahr danach. Sie wurde in Exeter begraben, wohin auch Francis Towne nach seinem Ableben am 17. Juli 1816 überführt wurde.
Francis Towne zählt zu den originellsten englischen Aquarellmalern seiner Zeit. Sowohl was Komposition, Farbgebung und Maltechnik seiner Aquarelle anlangt, war Francis Towne einzigartig und weder durch seine Vorläufer oder seine Zeitgenossen beeinflusst.